# Fondo Editorial de la Pontificia Universidad Católica del Perú
El Fondo Editorial de la Pontificia Universidad Católica del Perú es una división de dicha universidad que se encarga de publicar libros, revistas y periódicos que reciben en propuestas hechas a través de varias instancias. Su campo de trabajo es amplio: no solo se publican libros en formato impreso, sino también en electrónico (en formato ePub). Para comprar los formatos impresos, hay que ingresar a la Librería de la universidad, ubicada en su mismo campus o a su tienda en línea, donde también están disponibles los libros electrónicos. Además de estos dos puntos de venta propios, se pueden encontrar sus libros en diversas librerías en el Perú y otros países. 
Para que un trabajo consiga ser publicado bajo el sello de este Fondo, debe de cumplir con las Normas de publicación impuestas para tal caso. También debe de cumplir con un Manual de estilo, que el sello brinda a través de su página web.